# Diavoli (serie televisiva)
Diavoli (Devils) è una serie televisiva italiana, britannica e francese del 2020, tratta dall'omonimo romanzo di Guido Maria Brera.

## Trama
Londra, 2011. L’italiano Massimo Ruggero è il responsabile del trading presso il gigante bancario New York-London Investment Bank (NYL). Mentre la crisi finanziaria infuria sull’Europa, Massimo sta facendo centinaia di milioni grazie alle speculazioni. Il suo mentore è Dominic Morgan, l’amministratore delegato americano di NYL e la cosa più vicina a un padre che Massimo abbia mai avuto. Lo sostiene pienamente, il trader di talento sembra essere la prima scelta nella corsa al vice-CEO. Ma quando Massimo viene suo malgrado coinvolto in uno scandalo che vede la sua ex-moglie implicata come escort, Dominic gli nega la promozione, scegliendo invece il banchiere della vecchia scuola Edward Stuart.
Massimo rimane sbalordito: suo padre gli volta le spalle. Convinto di essere stato incastrato, Massimo è determinato a far venire fuori la verità ma quando Edward all’improvviso muore, Massimo si rende conto che è in gioco qualcosa di più grande. Con l’aiuto della sua squadra e di un gruppo di hacker, Massimo scoprirà la trama nascosta dietro eventi apparentemente non collegati come lo scandalo Strauss-Kahn, la guerra in Libia e la crisi dei PIIGS. Trovatosi di fronte ai Diavoli che tirano le corde del mondo, Massimo dovrà scegliere se combatterli o unirsi a loro.

## Episodi
| Stagione         | Episodi | Prima TV |
| ---------------- | ------- | -------- |
| Prima stagione   | 10      | 2020     |
| Seconda stagione | 8       | 2022     |

## Personaggi e interpreti

### Principali
- Massimo Ruggero (stagioni 1-2), interpretato da Alessandro Borghi, doppiato da Andrea Mete.
Trasferitosi a Londra in giovane età, grazie alla sua attitudine e al suo acume è diventato in pochi anni l’Head of Trading della New York - London Investment Bank, una delle banche d'investimento maggiori della City.
- Nina Morgan (stagione 1), interpretata e doppiata da Kasia Smutniak.
Ereditiera di nobile famiglia, donna di mondo, raffinata e risoluta.
- Sofia Flores (stagione 1), interpretata da Laia Costa, doppiata da Letizia Scifoni.
Giovane corrispondente e hacker di Subterranea.
- Oliver Harris (stagioni 1-2), interpretato da Malachi Kirby, doppiato da Gianluca Crisafi.
Studente che lavora come spia per Massimo. In seguito lavora per la NYL unendosi alla squadra di Massimo.
- Daniel Duval (stagione 1, ricorrente stagione 2), interpretato da Lars Mikkelsen, doppiato da Alberto Angrisano.
Fondatore e capo di Subterranea.
- Eleanor Bourg (stagioni 1-2), interpretata da Pia Mechler, doppiata da Barbara De Bortoli.
Amica di Massimo, membro della sua squadra chiamata i pirati.
- Kalim Chowdrey (stagione 1, ricorrente stagione 2), interpretato da Paul Chowdhry, doppiato da Roberto Gammino.
Confidente e amico di Massimo, membro della sua squadra chiamata i pirati.
- Carrie Price (stagione 1), interpretata da Sallie Harmsen, doppiata da Francesca Fiorentini.
Ex moglie di Massimo, vulnerabile ed emotiva.
- Paul McGuinnan (stagione 1, ricorrente stagione 2), interpretato da Harry Michell, doppiato da Paolo Vivio.
Amico di Massimo, membro della sua squadra chiamata i pirati.
- Dominic Morgan (stagioni 1-2), interpretato da Patrick Dempsey, doppiato da Stefano Benassi.
Erede di una famiglia benestante del New England. Predecessore e guida di Massimo nella prima stagione come CEO della New York - London Investment Bank.
- Chris Bailey (stagione 2, ricorrente stagione 1), interpretato da Tom McKay, doppiato da Francesco Bulckaen.
- Wu Zhi (stagione 2), interpretata da Li Jun Li, doppiata da Domitilla D'Amico.
Nuova Head of Trading della NYL.
- Liwei Cheng (stagione 2), interpretato da Joel de la Fuente, doppiato da Francesco Prando.
Nuovo Chief Strategy Officer della NYL.
- Nadya Wojcik (stagione 2), interpretata da Clara Rosager, doppiata da Veronica Benassi.
Ragazza polacca che ha vissuto con la nonna, diventa la nuova protetta di Dominic grazie alle sue doti.
- Carolina Elsher (stagione 2), interpretata da Ana Sofia Martins, doppiata da Sabrina Duranti.
Investitrice e influencer ed ex di Dominic.

### Ricorrenti
- Professor Philip Wade (stagioni 1-2), interpretato da Ken Stott, doppiato da Paolo Marchese.
- Latoyah (stagioni 1-2), interpretata da Simona Zivkovska, doppiata da Monica Bertolotti.
Fidanzata di Oliver.
- Jeremy Stonehouse (stagione 2, guest stagione 1), interpretato da Michael Nouri, doppiato da Pierluigi Astore.

### Stagione 1
- Edward Stuart, interpretato da Ben Miles, doppiato da Paolo Buglioni.
Collega di Massimo e suo rivale per la promozione a vice-CEO.
- Claire Stuart, interpretata da Jemma Powell, doppiata da Emanuela Rossi.
Moglie di Ed.
- Vicky Bale, interpretata da Lorna Brown, doppiata da Alessandra Cassioli.
Detective che indaga sull'omicidio avvenuto alla NYL.
- Henry Winks, interpretato da Mark O'Halloran, doppiato da Stefano Alessandroni.
Detective sergente di polizia.
- Alex Vance, interpretato da Chris Reilly, doppiato da Massimo Bitossi.
Guardia del corpo di Dominic.
- Robert McKenna, interpretato da Diarmaid Murtagh, doppiato da Francesco Pezzulli.

### Stagione 2
- Rebecca Farmer, interpretata da Marina Maximilian, doppiata da Claudia Catani.
Investitrice e analista di mercato.
- Carl Wong, interpretato da Aidan Cheng, doppiato da Flavio Aquilone.
Attivista cinese scappato da Hong Kong.
- Agnes Sharma, interpretata da Manjinder Virk, doppiata da Eleonora Reti.

#### Guest
- Cynthia, interpretata e doppiata da Tatjana Nardone.
Segretaria di Dominic.
- Kate Baker, interpretata e doppiata da Nathalie Rapti Gomez.
Segretaria di Massimo.
- Enea Ruggero, interpretato da Gianni Parisi.
Padre di Massimo.
- Franco Iannone, interpretato da Antonio Zavatteri.
Dirigente del Tesoro italiano.
- Vincenzo Manfredi, interpretato da Marco Palvetti.
Vecchio amico d’infanzia di Massimo e sindaco di Cetara.
- Francesco Sarti, interpretato da Pietro Ragusa.
Manager di un fondo inglese.
- Karl Haufman, interpretato da Maximilian Dirr.

## Produzione

### Promozione
Il 15 febbraio 2020 Sky ha diffuso il primo teaser trailer e annunciato che avrebbe debuttato nell'aprile 2020 su Sky Atlantic. Un secondo trailer, disponibile dal 7 marzo 2020, ha rivelato la data di trasmissione italiana, il 17 aprile 2020.

### Rinnovi
Il 15 aprile 2020, durante la presentazione della serie, avvenuta da remoto per via della pandemia di COVID-19, viene ufficializzata la seconda stagione da otto episodi le cui riprese prendono via nell’aprile del 2021 a Roma per poi spostarsi a Londra successivamente. La seconda stagione è stata trasmessa dal 22 aprile al 13 maggio 2022.

## Accoglienza
La prima stagione ha ricevuto recensioni contrastanti dalla critica. Rotten Tomatoes riporta il 33% delle recensioni professionali positive, con un voto medio di 5,30 su 10 basato su 15 critiche. Il consenso critico del sito web indica: «Diavoli ha una produzione di qualità e la potenza di attori famosi da offrire - se solo la stessa attenzione fosse stata versata nella sceneggiatura.» Metacritic, invece, ha assegnato un punteggio di 47 su 100 basato su 8 recensioni, indicando "recensioni miste".